# 日高村
日高村（日语：／ Hidaka mura）是位於日本高知縣高岡郡的村，地處仁淀川及支流日下川的流域內。北邊面向妙見山，南部面向大堂山，仁淀川則流經其北部邊界並往東南注入土佐灣。境內的住宅區和農地多集中在國道33號和JR土贊線通過的中部盆地内。當地特產為水果番茄。

## 地理

### 氣候
日高村在氣候上屬於太平洋側氣候，且受到土佐灣沿岸的黑潮影響，因此整體氣候較為溫暖。當地年均溫約為18度，但由於坐落在盆地内，因此日夜溫差較大。年均降雨量則約為2900毫米，其中梅雨季節和颱風季節的降雨量較大。因發源於北半球的西北季風被中國與四國山地阻擋，因此當地冬季的降雨和降雪量相當少。

## 歷史
根據土佐二宮古村神社史書記載，日高村建於用明天皇2年（西元586年）。平安時代當地由別府氏統治，鎌倉時代則被三宮氏統治。戰國時代，長宗我部氏崛起後，日高地區經歷長宗我部氏、山内氏和深尾氏等藩主統治長達280年。明治維新後當地開始實施町村制。

### 行政區劃變遷
- 1889年4月1日：實施町村制，現在的轄區在當時分屬：高岡郡日下村、能津村、加茂村。
- 1954年10月15日：日下村、能津村和加茂村的部分地區合併為日高村。其名稱取自「日本」和「高知縣」的頭一個漢字所組合而成。
- 1955年2月10日：
  - 日高村的部份地區併入。
  - 加茂村被廢除，部份轄區被併入日高村[3]。

### 變遷表
| 1889年4月1日 | 1889年 - 1926年          | 1926年 - 1954年       | 1955年 - 1989年       | 1989年 - 現在 | 現在   |
| ------------ | ------------------------ | --------------------- | --------------------- | ------------- | ------ |
| 日下村       | 日下村                   | 1954年10月15日 日高村 | 1954年10月15日 日高村 | 日高村        | 日高村 |
| 能津村       |                          | 1954年10月15日 日高村 | 1954年10月15日 日高村 | 日高村        | 日高村 |
| 加茂村       |                          | 1954年10月15日 日高村 | 1954年10月15日 日高村 | 日高村        | 日高村 |
| 加茂村       | 1955年2月10日 併入日高村 |                       |                       | 日高村        | 日高村 |
| 加茂村       | 1955年2月10日 併入佐川町 |                       |                       |               |        |

## 交通

### 鐵路
- 四國旅客鐵道
  - 土讚線：小村神社前車站 - 日下車站 - 岡花車站

|  |  |

## 觀光
- 猿田洞
- 小村神社
- 柏井城遺跡

## 本地出身人物
- 北添佶摩：江戶時代末期尊皇攘夷派志士，曾加入土佐勤王黨。
- 草花里樹：漫畫家

## 外部連結
- . 全国町村会.   [2024-04-08]. （原始内容存档于2023-11-27）.